# Urtica hyperborea
Urtica hyperborea är en nässelväxtart som beskrevs av Nikolaus Joseph von Jacquin och Hugh Algernon Weddell. Urtica hyperborea ingår i släktet nässlor, och familjen nässelväxter. Inga underarter finns listade i Catalogue of Life.